# If You Really Knew Me
If You Really Knew Me è un programma televisivo in stile reality, attualmente in onda su MTV, che si focalizza sulla cultura giovanile e sui diversi gruppi nei licei.
La prima puntata del reality è andato in onda il 20 luglio 2010.
In Italia il programma è conosciuto come A Scuola di Emozioni.

## Svolgimento
Gli studenti di ogni gruppo partecipano ad una giornata solidale, il Challenge Day, ovvero un programma designato ad abbattere stereotipi e ad unire gli studenti nelle scuole.
Nella giornata gli studenti di ogni classe sociale si riuniscono in una stanza (di solito la palestra della scuola); poi ognuno di loro viene assegnato ad un gruppo in cui si parlerà di qualcosa di personale che li riguardi: a questo punto i ragazzi iniziano il dialogo aprendo con la frase «Se davvero mi conoscessi...» (dal titolo del programma, If You Really Knew Me).
L'obiettivo del Challenge Day è dimostrare agli studenti la possibilità di amare e socializzare attraverso la diversità, la sincerità e la libera espressione. Lo show si concentra sulle sfide del giorno di diverse scuole.

## Le scuole dove si è svolto il programma
- Freedom High School - Oakley, Contea di Contra Costa, California
- Anthony Wayne School - Whitehouse, Contea di Lucas, Ohio
- Riverside High School - Belle, Contea di Kanawha, Virginia Occidentale
- Putnam City West High School - Oklahoma City, Oklahoma
- Colusa High School - Colusa, Contea di Colusa, California
- Paris High School - Paris, Contea di Lamar, Texas
- Denver School of the Arts - Denver, Colorado
- Neenah High School - Neenah, Contea di Winnebago, Wisconsin
- Columbia High School - Columbia, Carolina del Sud
- Granite Falls High School - Granite Falls, Conta di Snohomish, Washington
- Rancocas Valley Regional High School - Mount Holly, Contea di Burlington, New Jersey
- Royal Oak High School - Royal Oak, Contea di Oakland, Michigan